# Mari Mercator
Mari Mercator - Marius Mercator (llatí) - fou un escriptor eclesiàstic que va viure al segle v, distingit per la seva oposició als pelagians i nestorians. Va començar a escriure sota el papa Zòsim I el 418, amb un discurs contra les opinions de Celesti, que va transmetre a Àfrica on va rebre una resposta a través d'una carta de rèplica de Agustí d'Hipona que encara existeix. Un temps després (uns deu anys) va anar a Constantinoble per oposar-se al desterrat Julià Eclanense i va presentar l'obra Commonitorium a Teodosi II. Després es va embolicar en una polèmica sobre l'Encarnació de Crist que li va ocupar la resta de la seva vida que es devia estendre fins a la meitat del segle v. Encara escrivia contra els monofisistes seguidors d'Eutiques, després del Concili de Calcedònia el 451. Mercator sembla haver estat un laic, però es desconeix qualsevol fet relacionat amb la seva vida personal.
Les seves obres es refereixen a les heretgies dels pelagians i nestorians, organitzades de tal manera que els seguidors ortodoxos tenien a mà les opinions dels heretges, en passatges extrets de les dues bandes i traduïdes del grec, espigolades entre els autors contemporanis. Les obres conegudes són:
- 1. Comnmonitorium super nomine Coelestii, escrita el 429 i que va aconseguir el seu objectiu doncs els seguidors de Julià i Celesti foren desterrats per un edicte imperial després del concili d'Efes el 431, amb la decisió de 275 bisbes.
- 2. Commonitorium adversus Haeresin Pelagii et Coelestii vel etiam Scripta Juliani, formada per fragments dels escrits de Julià Eclanense amb respostes de Mercator.
- 3. Refutatio Symmboli Theodori Mopsuestani, un comentari sobre la falsa doctrina de la naturalesa de Crist inclosa en un credo atribuït a Teodor de Mopsuèstia, amic de Julià.
- 4. Comparatio Dogmatum Pauli Samosateni et Nestorii
- 5. Sermones V. Nestorii adversus Dei Genitricem Mariam
- 6. Nestorii Epistola ad Cyrillum Alexandrinum
- 7. Cyrilli Alexandrini Epistola ad Nestorium
- 8. Cyrilli Alexandrini Epistola secunda ad Nestorium
- 9. Cyrilli Alexandrini Epistola ad Clericos suos, aquesta obra i les anteriors són epístoles de Ciril d'Alexandria.
- 10. Excerpta ex Codicibus Nestorii
- 11. Nestorii Sermones IV. adversus Haeresim Pelagianam
- 12. Nestorii Epistola ad Coelestium
- 13. Nestorii Blasphemiarum Capitula
- 14. Synodus Ephesiana adversus Nestorium
- 15. Cyrilli Alexandrini Apologeticus adversus Orientales
- 16. Cyrilli Alexandrini Apologeticus adversus Theodoretum
- 17. Fragmenta Theodoreti, Diodori et Ibae
- 18. Eutherii Tyanensis Fragmentum
- 19. Nestorii Epistola ad Papam Coelestinum
- 20. Epistola Synodica Cyrilli ad Nestorium
- 21. Cyrilli Scholia de Incarnatione Unigeniti.

Entre les obres perdudes el Libri contra Pelagianos, amb la carta d'Agustí d'Hipona.
Els antics escriptors, a excepció de la carta d'Agustí, no el van esmentar i no fou conegut fins al segle xvii quan algunes de les seves obres es van trobar al Vaticà.